# Sóviet de Taskent

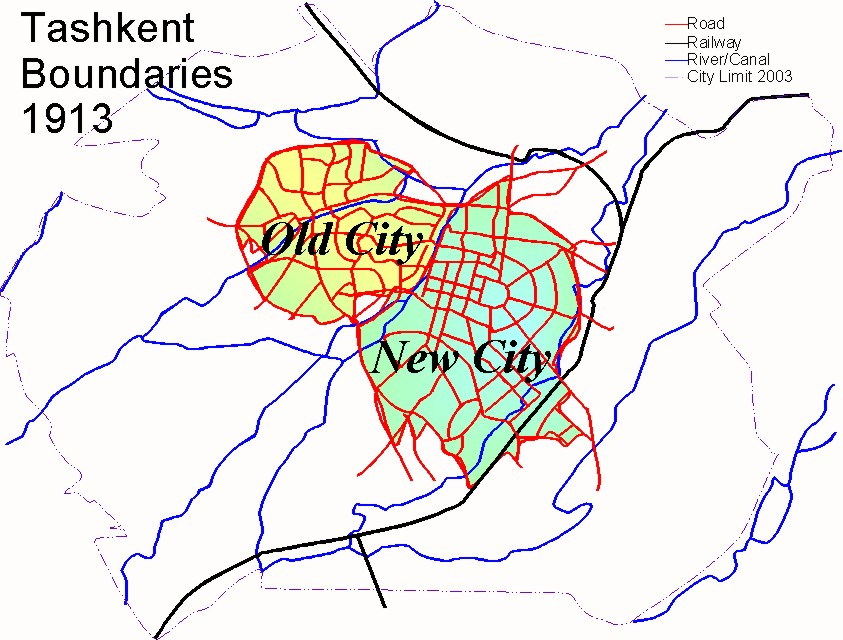
Mapa de Taskent en 1913.

El Sóviet de Taskent fue una organización pública formada en Taskent durante la Revolución rusa de 1917.
El sóviet fue establecido el 2 de marzo de 1917 en una reunión inaugural constituida por treinta y cinco trabajadores del Ferrocarril Trans-Caspio. Estaba encabezado por un técnico de nombre I. I. Belkov. Al día siguiente hubo una reunión en la duma local que instauró un Comité Ejecutivo de Organizaciones Públicas para organizar la "vida sociopolítica y económica de la ciudad".
Solo dos centroasiáticos estaban en este comité. los abogados Fayzulló Xojáyev y Tashpolad Narbutabékov. A pesar de este fallo en involucrar activamente a la población mayoritaria, muchos centroasiáticos tenían grandes esperanzas para la época poszarista. El poeta Sirajiddin Makhdum Sidqi publicó poemas en verso popular para popularizar la revolución. Los veteranos de la resistencia de Jadid como Xojáyev y Munawar Qari organizaron el Consejo Musulmán de Tashkand (Tashkand Shura-yi-Islamiya).
Taskent era una ciudad dividida, con los asiáticos centrales (predominantemente musulmanes) viviendo generalmente en la Ciudad Vieja, y los rusos y otros europeos viviendo por norma general en la Ciudad Nueva, que era también donde llegaba el ferrocarril. El sóviet organizó una comisión independiente de provisiones para combatir a los "merodeadores del mercado", el contrabando, aunque este término tenía una connotación de clase, el término se usaba para referirse a los asiáticos centrales. Al mismo tiempo cuando algunos trabajadores asiáticos organizaron una rama musulmana del Partido Obrero Socialdemócrata de Rusia, el sóviet de Taskent no les dio la bienvenida.